# Tithaeus rotundus
Tithaeus rotundus is een hooiwagen uit de familie Tithaeidae. De originele naamcombinatie (protoniem) is Tithaeus rotundus Suzuki, 1969. De huidige (vanaf 2023) geldig wetenschappelijke naam van Tithaeus rotundus Gaat terug op Seisho Suzuki.